# Rupp-Bräu

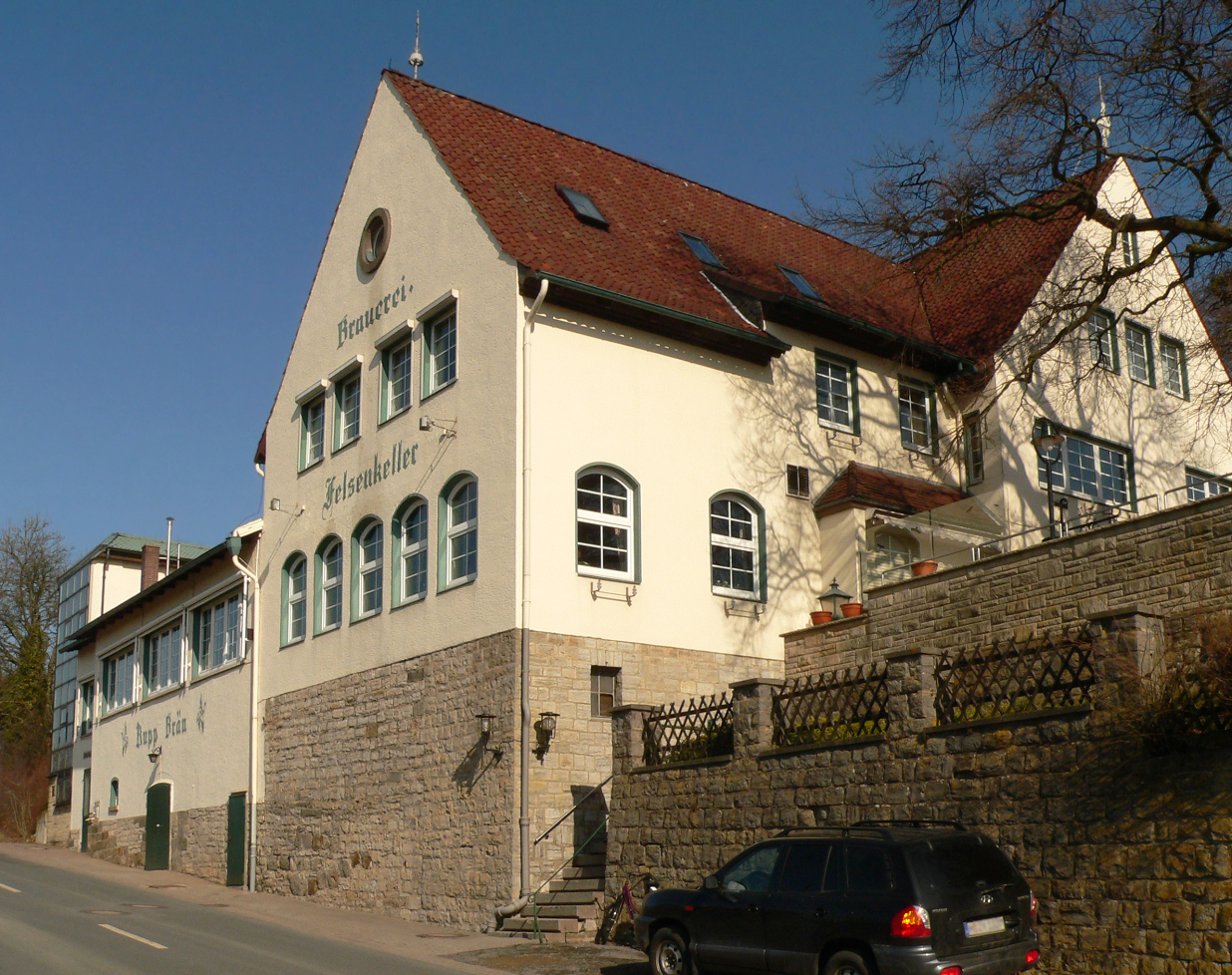
Brauerei und Gastronomie Rupp-Bräu

Die Rupp-Bräu GmbH ist eine 1861 von Sebastian Rupp in Lauenau gegründete Brauerei. Neben der Brauerei wird von der Familie Rupp seit ca. 1870 das Brauhaus Felsenkeller mit Restaurant und Biergarten in Lauenau betrieben.

## Geschichte
1861 erwarb Sebastian Rupp aus Eitensheim bei Ingolstadt die örtliche Brauerei in Lauenau. Bereits um 1870 wurde über dem neuen Lagerkeller (dem so genannten Felsenkeller) der Brauerei eine Sommerwirtschaft mit Kegelbahn betrieben.

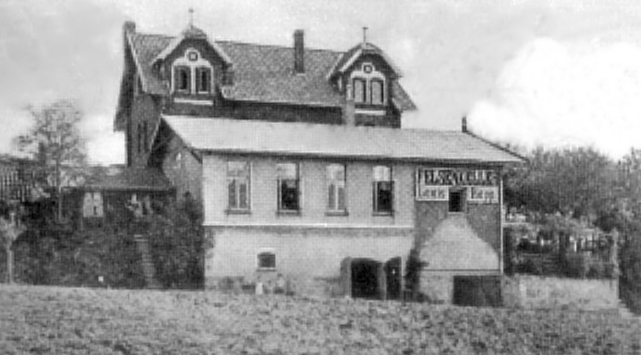
Die Brauerei mit Gastronomie 1905

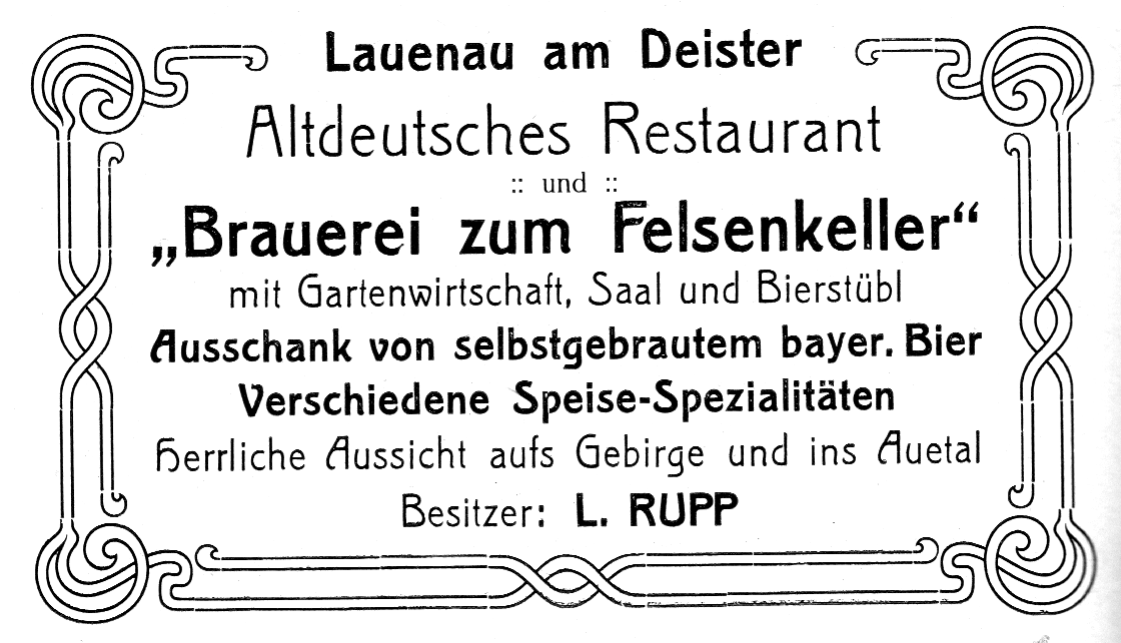
Inserat Felsenkeller, ca. 1910

Um 1900 erfolgte durch Sohn Louis Rupp der Neubau der Brauerei hinter dem Saal der Rupp'schen Sommerwirtschaft. Anfang der 1920er Jahre wurde das lokale Braurecht der vormaligen Braugenossenschaft Lauenau vollständig auf die Familie Rupp übertragen. 1937 wurde der Betrieb von Ludwig Rupp zum „Gasthaus Felsenkeller“ weiter ausgebaut, wegen des Zweiten Weltkriegs musste der Betrieb jedoch kurze Zeit später eingestellt werden.
In der Nachkriegszeit begann Ludwig Rupp 1947 mit dem Wiederaufbau der Brauerei. 1952 wurden der Saal und die Nebenräume renoviert und die Brauerei weiter ausgebaut. Unter anderem wurde eine Flaschenabfüllanlage beschafft, die sich jedoch für einen Betrieb in der Größe der Brauerei Rupp-Bräu als nicht rentabel erwies. 1975 übernahm Jürgen Rupp den Betrieb von seinem Vater und baute 1976 den ehemaligen Eiskeller der Brauerei zur gastronomischen Nutzung um.
1983 wurde die Rupp-Bräu GmbH gegründet, 1988 das neue Sudhaus der Brauerei errichtet. Im Jahr 1998 wurde der Saal des Felsenkellers zum Restaurant umgestaltet. Man orientierte sich bei der Gestaltung und Einrichtung an der alten Gaststube aus dem Jahre 1937, die nahezu unverändert erhalten geblieben ist.
Der Braumeister Thomas Rupp ist seit 2005 Geschäftsführer des Unternehmens und führt heute den Betrieb in fünfter Generation. Die Biere der Brauerei werden in Siphons, 11 Liter FreshKEGs und 30 bzw. 50 Liter fassenden Keg-Fässern angeboten.